# Sinagoga din Fabric, Timișoara
Sinagoga Nouă din Fabric este un lăcaș de cult iudaic din municipiul Timișoara, localizat pe str. I.L Caragiale 2, colț cu str. Episcop J. Nischbach. A fost construită între anii 1897-1899 în stil eclectic, cu elemente neo-maure, gotice și elemente de stil neo-renascentist italian. Sinagoga era denumită „Sinagoga Nouă", pentru că înlocuia vechea sinagogă din strada Timocului, cartierul Fabric. Ea se învecina pe atunci cu un braț al canalului Bega. 
Sinagoga din Fabric a fost inclusă pe Lista monumentelor istorice din județul Timiș din anul 2015, având codul de clasificare  TM-II-m-B-06126 .

## Istoric

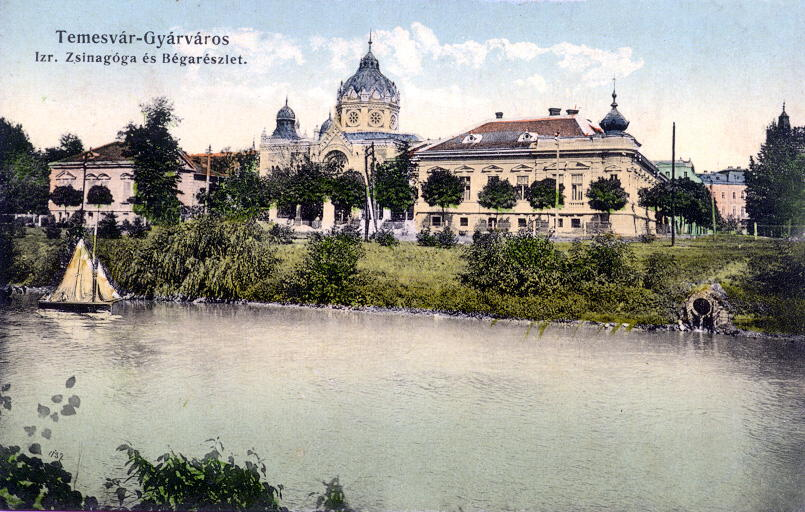
Sinagoga în anul 1909 - carte poştală

Terenul a fost achizițonat de către comunitatea de rit „status quo ante” din Fabric. În cinstea Amaliei Freund care a donat jumătate din valoarea terenului și a fostului președinte al comunității evreiești din Fabric, Bernát Deutsch, s-a dezvelit o placă în 1 iunie 1902, amplasată în nava templului și recent mutată în curtea sediului Comunității, intrarea dinspre str. Mărășești nr. 10. 
Sinagoga din Fabric a fost construită după proiectul realizat de arhitectul maghiar Lipót Baumhorn, care a conceput, între altele și sinagogile neologe din Brașov și Seghedin. Noua clădire a fost proiectată după tradiția marilor sinagogi neologe contemporane de pe cuprinsul Imperiului Austro-Ungar, ea fiind asemănătoare ca formă cu sinagogile din Rijeka, Szolnok și Becicherecul Mare, construite după planurile aceluiași arhitect. Banii pentru ridicarea noii sinagogi au fost strânși prin organizarea unei loterii publice de către comunitate, ai cărei membri înstăriți au făcut contribuții majore. Lucrarea i-a fost încredințată antreprenorului timișorean Josef Kremer.
Sinagoga a fost inaugurată la data de 3 septembrie 1899, cu o predică a rabinului dr. Jacob Singer, în prezența șefului comunității, Bernát Deutsch, și a primarului Timișoarei, Carol Telbisz. Orga a fost construită de faimosul meșter timișorean Leopold Wegenstein. 
Sinagoga a decăzut la finele perioadei comuniste, fiind închisă în anul 1985 pe măsură ce majoritatea evreilor rămași în oraș după cel de-al doilea război mondial au emigrat în Israel. În cei 24 ani cât a fost închisă, sinagoga a fost vandalizată de cinci sau șase ori, furându-se lampadare, diverse obiecte sculptate, lucrate manual etc. Ea a ajuns să se afle la sfârșitul primului deceniu al secolului al XXI-lea într-un avansat stadiu de degradare . 
În anul 2009, pentru că nu avea bani de renovare și sinagoga se ruina în fiecare zi, Comunitatea evreilor din Timișoara a cedat Sinagoga din cartierul Fabric pe o perioadă de 35 ani către Teatrul Național din Timișoara , pentru a o transforma în sală de spectacole. Prin acel contract, Teatrul Național se obliga să renoveze clădirea în șapte ani, să nu prezinte piese care să îi lezeze pe evrei și nici producții obscene sau împotriva demnității umane.

## Arhitectura sinagogii
Sinagoga din Fabric este una din clădirile cele mai distinctive și originale din oraș. Ea are un plan pătrat cu o cupolă centrală, racordată la zidurile exterioare prin arce semicirculare adânci. Elementele sale caracteristice sunt numeroasele turnuri și cupole. Fațada este policromă, fiind alternată tencuiala cu cărămida aparentă roșie.
Cupola centrală este înaltă, fiind ridicată pe un tambur octogonal, dintr-o structură de lemn tencuit și pictat, sprijinit pe patru stâlpi . 
Sinagoga are două intrări: una pentru bărbați printr-un vestibul (puliș) și o a doua pentru femei, direct din stradă, unde se află scări de acces ce conduc la etaj. La etaj se află și orga. Din vestibul se intră într-o sală dreptunghiulară (heikhal), rezervată bărbaților, aici aflându-se bănci din lemn. 

## Fotogalerie

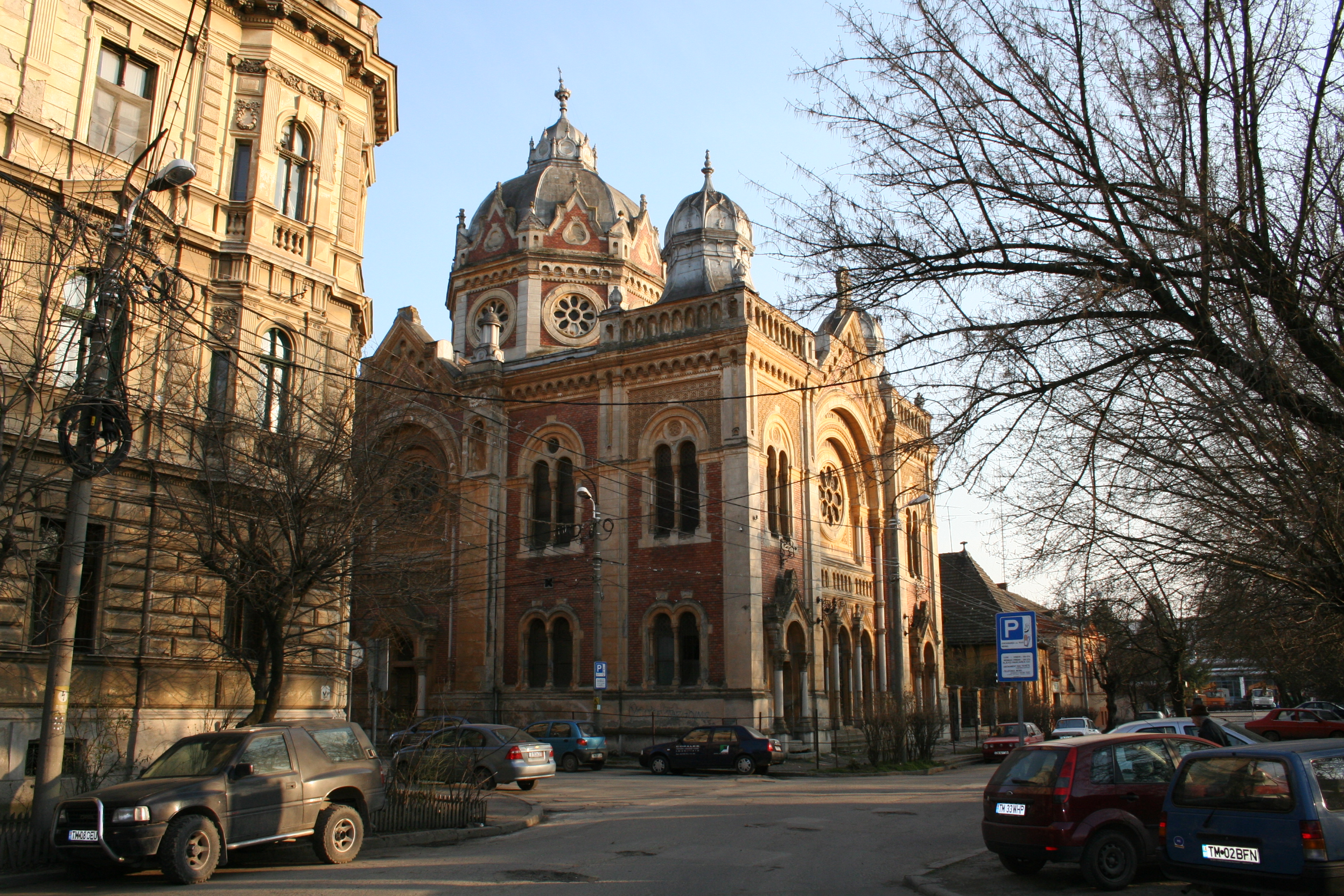
Sinagoga din Fabric
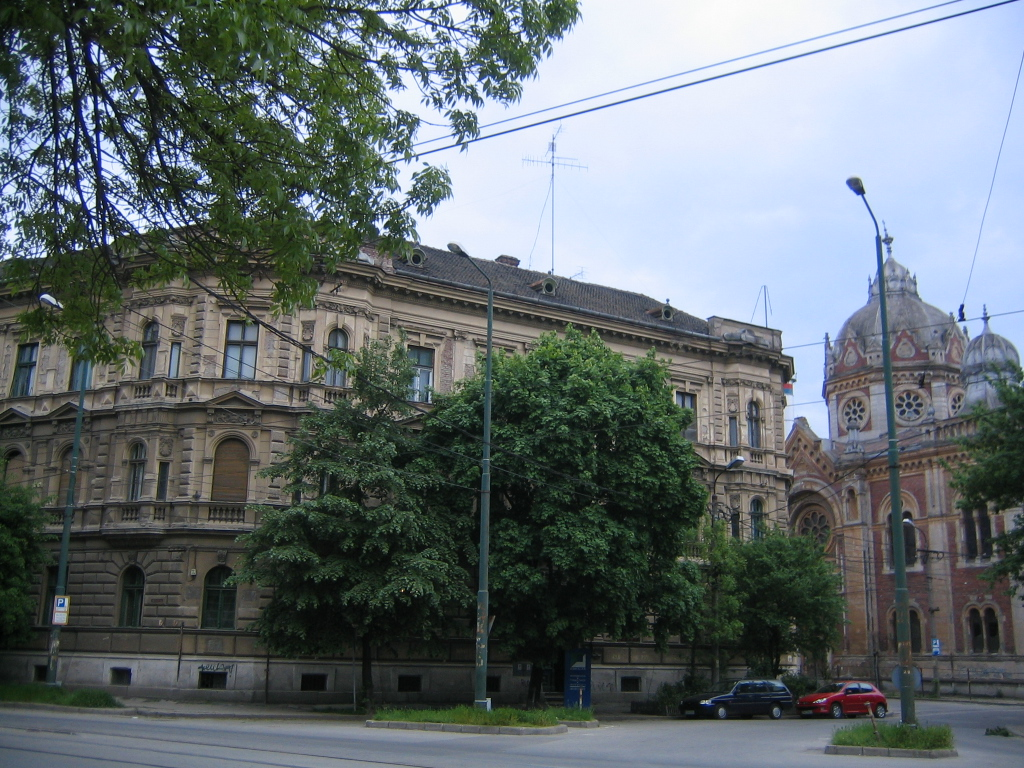
Sinagoga văzută ca parte a ansamblului de clădiri
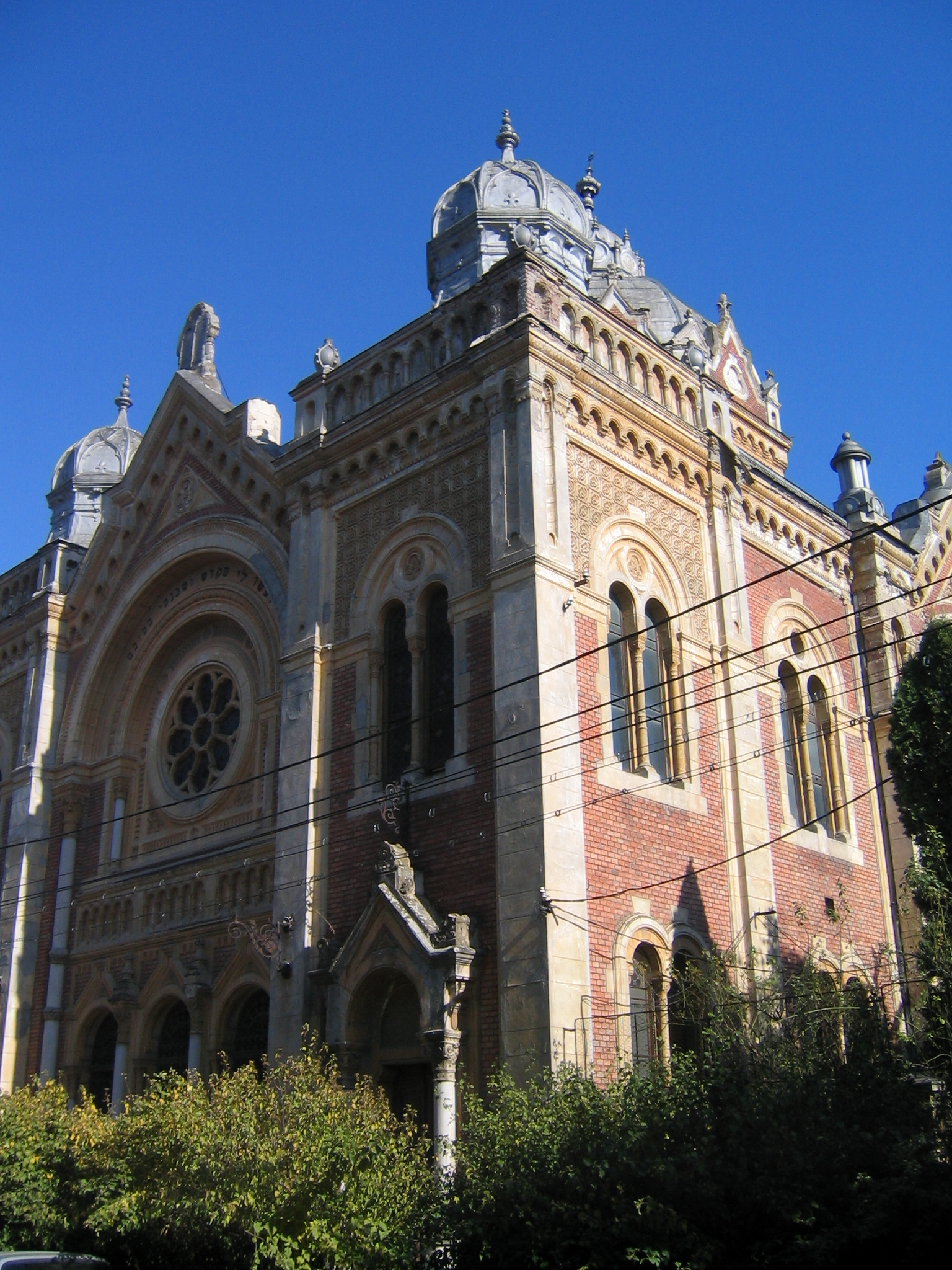
Faţada sinagogii
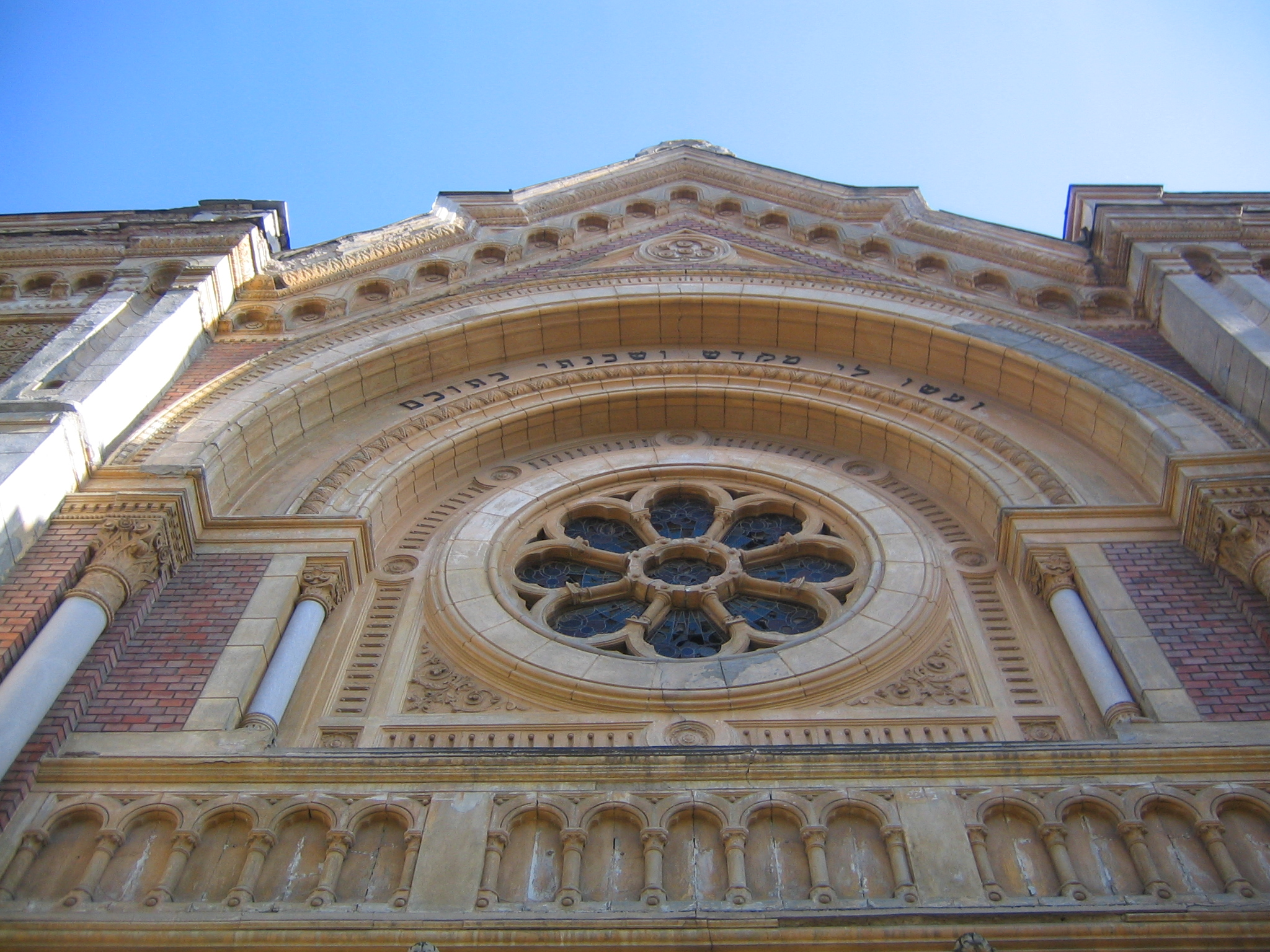
Registrul superior al faţadei
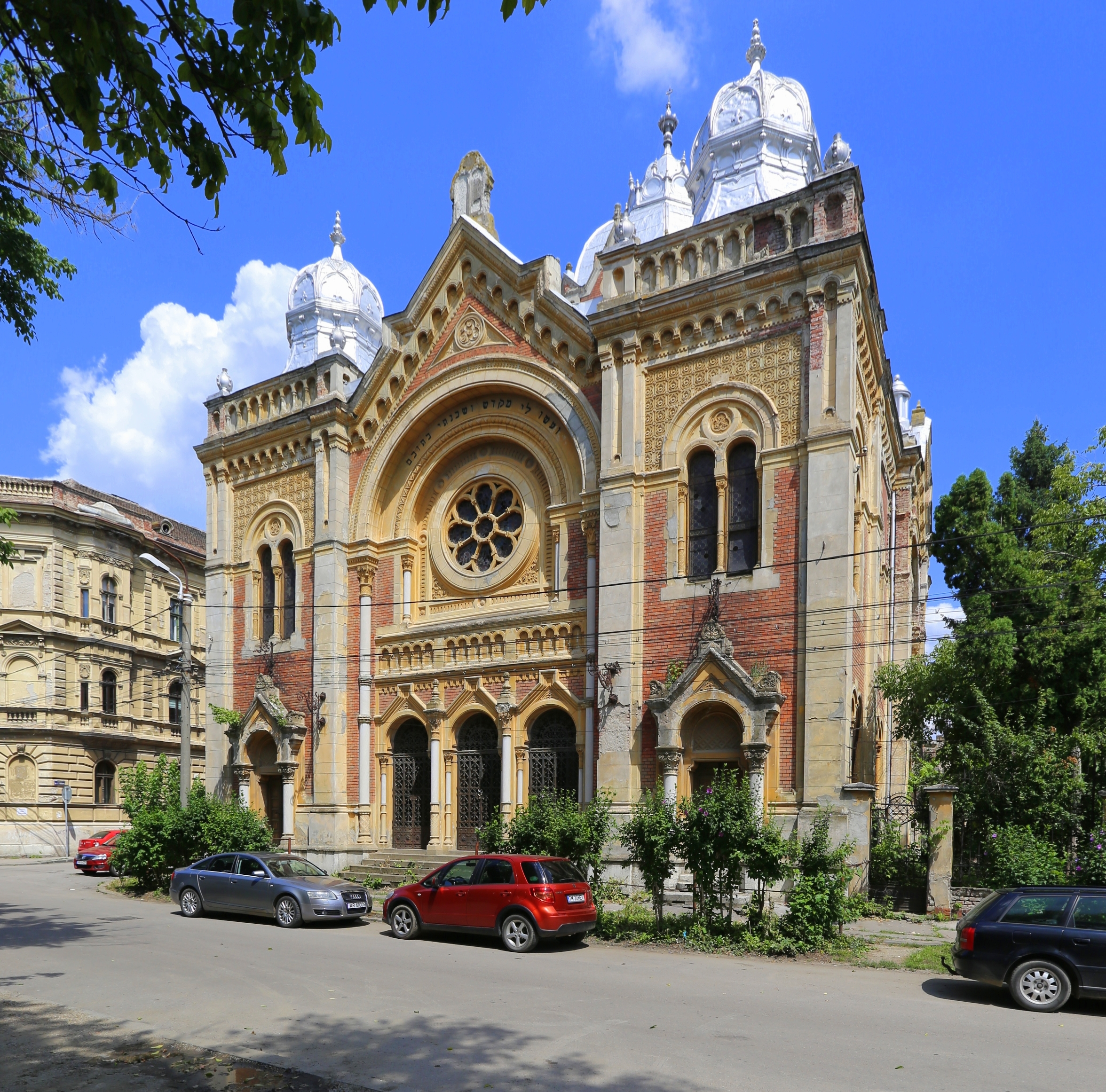
Faţada sinagogii